# Whiskey in the Jar
«Whiskey in the Jar» és una cançó tradicional irlandesa, situada a les muntanyes del sud d'Irlanda amb menció específica als comptats de Cork i Kerry.

## Història
L'origen de la cançó prové de la cançó tradicional de folk "The Highwayman and the Captain" cantada als afores d'Edimburg. La lletra explica la història d'un "highwayman" o "rapparee", bandoler típicament irlandès, que és traït per la seva dona o amant. En tractar-se d'una cançó popular, n'existeixen diverses versions i en localitzacions molt diferents, majoritàriament a Irlanda però fins i tot a assentaments d'irlandesos a Amèrica. També canvien els noms, el grau militar del protagonista, i fins i tot la traïció.
L'origen de la cançó és desconegut, però podria ser contemporània d'una altra balada sobre el també bandoler irlandès "Patrick Fleming", que fou executat l'any 1650. En el llibre The Folk Songs of North America, l'historiador de música folk Alan Lomax va suggerir que la cançó es va crear en el segle xvii, basant-se en que l'òpera The Beggar's Opera de John Gay (1728) es va inspirar en la balada "Whiskey in the Jar" que havia sentit Gay. En aquesta època, aquests personatges eren admirats per la gent a Irlanda i Escòcia perquè robaven als grans senyors i propietaris anglesos, de manera que van ser recordats com a patriotes nacionals. Posteriorment va arribar als Estats Units i fou una de les favorites pels colonitzadors per la seva actitud irreverent als oficials britànics que controlaven el país. Això va provocar l'adaptació a personatges i localitzacions americanes.
L'any 1967, la banda irlandesa The Beasley Brothers la va reescriure amb el nou títol i incorporant la nova lletra i melodia. Aquesta versió va guanyar exposició gràcies la banda irlandesa The Dubliners, que la van enregistrar i incloure en tres dels seus àlbums durant els anys 60, i la van presentar internacionalment. Altres bandes com Thin Lizzy, novament The Dubliners amb The Pogues i Metallica van versionar la cançó, situant la cançó a diverses llistes internacionals i fent-la encara més famosa.

## Versió Metallica
«Whiskey in the Jar» és el vint-i-unè senzill de la banda estatunidenca Metallica, el segon extret de l'àlbum d'estudi, Garage Inc. (1998). Aquesta versió es va inspirar totalment en la realitzada per Thin Lizzy, però li va donar molta més visibilitat internacional a la cançó, i fins i tot fou guardonada amb un premi Grammy a la millor cançó de rock dur (2000).
El videoclip fou dirigit novament per Jonas Åkerlund, que ja s'havia encarregat de la direcció del senzill anterior.

### Llista de cançons
| 1. | «Whiskey in the Jar»                           | 5:04 |
| 2. | «Blitzkrieg» (directe, versió de Blitzkrieg)   | 4:07 |
| 3. | «The Prince» (directe, versió de Diamond Head) | 5:12 |

| 1. | «Whiskey in the Jar»                             | 5:04 |
| 2. | «The Small Hours» (directe, versió de Holocaust) | 6:39 |
| 3. | «Killing Time» (directe, versió de Sweet Savage) | 3:33 |

| 1. | «Whiskey in the Jar»                                      | 5:04 |
| 2. | «Last Caress/Green Hell» (directe, versió de The Misfits) | 3:56 |
| 3. | «Whiskey in the Jar» (directe)                            | 5:17 |

## Altres versions
- Séamus Ennis – World Library of Folk and Primitive Music, Vol. 2: Ireland (1951)
- Burl Ives – Songs of Ireland (1958), com "Kilgary Mountain"
- The Highwaymen – Encore (1962)
- The Brothers Four – In Person (1962), com "Kilgary Mountain"
- The Limeliters – Sing Out! (1962), com "Kilgary Mountain"
- Robert De Cormier – Dance Gal - Gimme the Banjo (1964), com "Kilgary Mountain"
- The Seekers – The Seekers (1964)
- Peter, Paul and Mary – A Song Will Rise (1965), com "Gilgarra Mountain"
- Joe Dassin – Mâche ta chique (1965)
- The Dubliners – More of the Hard Stuff (1967), senzill (1968), Live at the Albert Hall (1969)
- Thin Lizzy – senzill (1972), Vagabonds of the Western World (1973)
- Euskefeurat – Mutta Herra Jumala (1982)
- The Pogues – (1990), amb The Dubliners
- Smokie (band) – Uncovered (2000)
- The Poxy Boggards – Lager Than Life (2002)
- Johnny Logan – The Irish Connection (2007)
- The High Kings – Memory Lane (2010)
- Blaggards – Live in Texas (2010)
- Celtic Thunder – Heritage (2011)
- Nolwenn Leroy – Bretonne (2011, només edició deluxe)
- Stompin' Tom Connors – Stompin' Tom and The Road's of Life (2012)
- Santiano - Bis Ans Ende der Welt (2012)
- Daniel Kobialka – com "Gift of Dreams"
- El Cuarteto de Nos – Habla tu espejo (2014), com "Whisky en Uruguay"